# Hanover (comtat de Licking)
|  | Per a altres significats, vegeu «Hanover Township (comtat de Licking)». |

Hanover, formalment Village of Hanover, és un village al comtat de Licking a l'estat d'Ohio. Segons el cens del 2000 tenia 885 habitants. Hanover fou establert el 1849, tot i que ja feia temps que hi havia hagut activitat comercial al lloc. Una variant del nom del lloc fou Fleming, en honor a John Fleming, el primigeni propietari del solar de la població.

## Demografia
Segons el cens del 2000 Hanover tenia 885 habitants, 314 habitatges i 258 famílies. La densitat de població era de 341,7 habitants per km².
Dels 314 habitatges en un 41,4% hi vivien nens de menys de 18 anys, en un 69,4% hi vivien parelles casades, en un 10,2% dones solteres, i en un 17,8% no eren unitats familiars. En el 15% dels habitatges hi vivien persones soles el 6,7% de les quals corresponia a persones de 65 anys o més que vivien soles. El nombre mitjà de persones vivint en cada habitatge era de 2,82 i el nombre mitjà de persones que vivien en cada família era de 3,1.
Per edats la població es repartia de la següent manera: un 27,7% tenia menys de 18 anys, un 9,3% entre 18 i 24, un 27,9% entre 25 i 44, un 24,7% de 45 a 60 i un 10,4% 65 anys o més.
L'edat mediana era de 37 anys. Per cada 100 dones de 18 o més anys hi havia 95,7 homes.
La renda mediana per habitatge era de 50.313 $ i la renda mediana per família de 53.438 $. Els homes tenien una renda mediana de 39.048 $ mentre que les dones 23.854 $. La renda per capita de la població era de 20.679 $. Aproximadament el 3,9% de les famílies i el 4,4% de la població estaven per davall del llindar de pobresa.

## Poblacions properes
El següent diagrama mostra les poblacions més properes.